# Ludenhausen

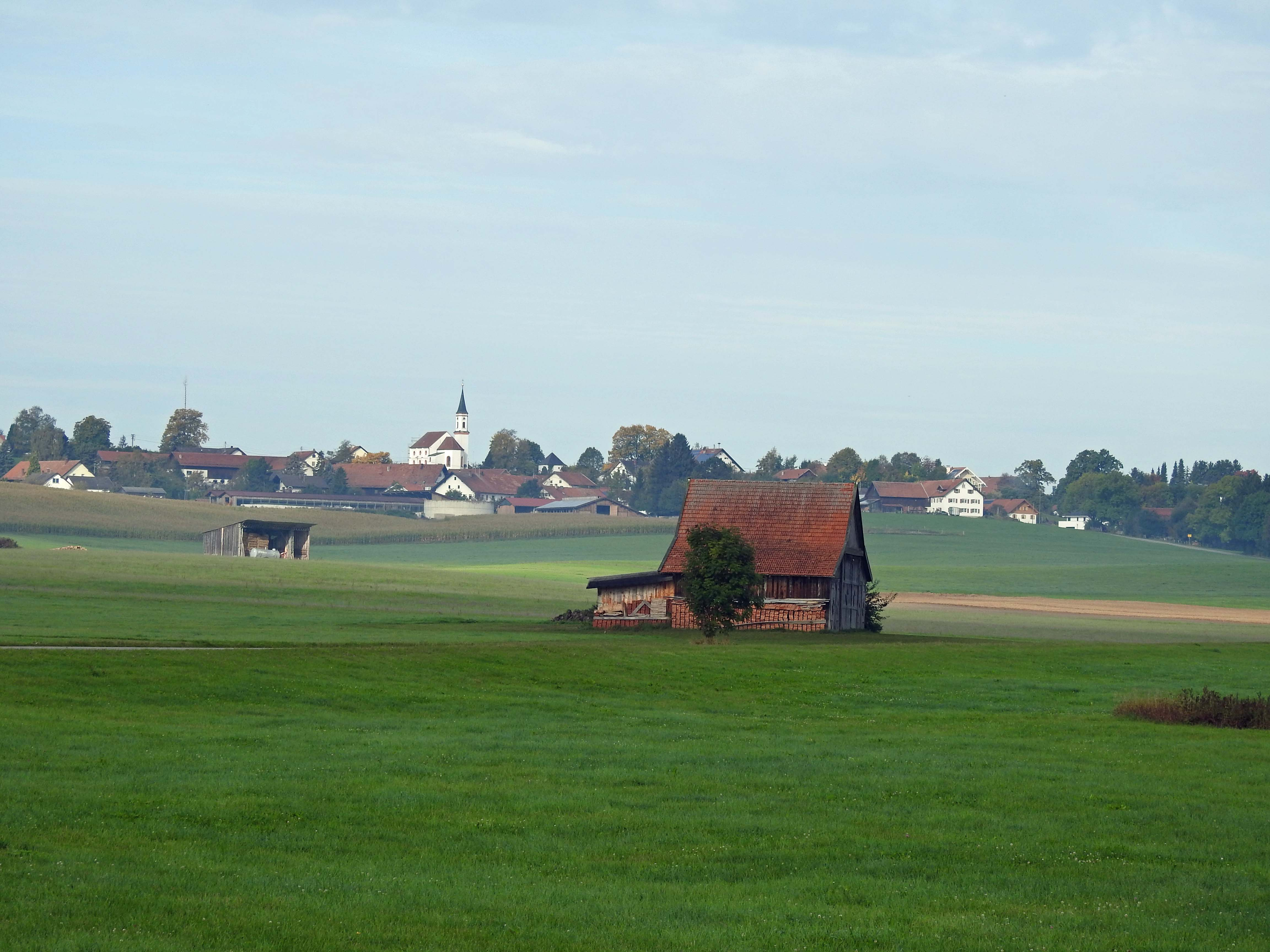
Ludenhausen von Osten

Ludenhausen ist ein Ortsteil der Gemeinde Reichling im oberbayerischen Landkreis Landsberg am Lech.

## Geografie
Das Pfarrdorf Ludenhausen ist ein Ortsteil der Gemeinde Reichling und liegt circa drei Kilometer östlich von Reichling.
Inmitten des Pfarrdorfes befindet sich die Kirche St. Peter und Paul, die 1842 bis auf Chor und Turm abgebrochen und neu aufgebaut wurde. Bereits 1874 baute man die Kirche erneut um.

## Geschichte
Ludenhausen wurde erstmals im Jahr 804 als „Hludinhusir“ in einer Urkunde des Hochstiftes Freising erwähnt.
Im 13. Jahrhundert wurde Ludenhausen Teil des Landgerichtes Landsberg.
Das Pfarrdorf gehörte zur Klosterhofmark Wessobrunn, 1752 werden 25 Anwesen erwähnt. Die Pfarrkirche war damals dem Domkapitel Augsburg inkorporiert.
Im Zuge der Verwaltungsreformen in Bayern entstand mit dem zweiten Gemeindeedikt von 1818 die Gemeinde Ludenhausen, die ab der Trennung von Justiz und Verwaltung im Jahr 1862 dem Bezirksamt Landsberg zugeordnet wurde.
Am 1. Juli 1972 wurde im Zuge der Landkreisreform die bis dahin selbstständige Gemeinde Ludenhausen nach Reichling eingegliedert.

## Bodendenkmäler
Siehe: Liste der Bodendenkmäler in Reichling